# Listă de sate (villages) din statul Nebraska
- Această pagină este o listă de sate (în engleză villages) din statul Nebraska, Statele Unite ale Americii, aranjate alfabetic.

În statul Nebraska, un sat este o municipalitate având între 100 și 800 de locuitori, în timp ce un oraș (în engleză city) trebuie să aibă o populație de minimum 800 de locuitori.
Toate satele, cu excepția a doar câteva orașe, se găsesc geografic în limitele unui district civil (în engleză township). Un oraș de Clasa a 2-a (având o populație cuprinsă între 800 și 4,999 locuitori) poate decide prin vot al cetățenilor săi să schimbe statutul localității din cea de oraș îu cea de sat.

## A
| - Abie - Adams - Alda | - Alexandria - Allen - Alvo | - Amherst - Anoka - Anselmo | - Ansley - Arcadia - Arlington | - Arnold - Arthur - Ashton | - Atlanta - Avoca | - Axtell - Ayr |

## B
| - Bancroft - Barada - Barneston - Bartlett - Bartley - Bazile Mills - Beaver Crossing | - Bee - Beemer - Belden - Belgrade - Bellwood - Belvidere - Benedict | - Bennet - Bertrand - Berwyn - Big Springs - Bladen - Bloomington - Boelus | - Boys Town - Bradshaw - Brady - Brainard - Brewster - Bristow - Broadwater | - Brock - Brownville - Brule - Bruning - Bruno - Brunswick | - Burchard - Burr - Burton - Bushnell - Butte - Byron |

## C
| - Cairo - Callaway - Campbell - Carleton - Carroll - Cedar Bluffs | - Cedar Creek - Cedar Rapids - Center - Ceresco - Chambers - Chapman | - Chester - Clarks - Clatonia - Clearwater - Clinton - Cody | - Coleridge - Colon - Comstock - Concord - Cook - Cordova | - Cornlea - Cortland - Cotesfield - Cowles - Crab Orchard - Craig | - Creston - Crookston - Culbertson - Cushing |

## D
| - Dalton - Danbury - Dannebrog - Davenport | - Davey - Dawson - Daykin - Decatur | - Denton - Deweese - De Witt - Diller | - Dix - Dixon - Dodge - Doniphan | - Dorchester - Douglas - Du Bois - Dunbar | - Duncan - Dunning - Dwight |

## E
| - Eagle - Eddyville - Edison | - Elba - Elk Creek - Elm Creek | - Elmwood - Elsie - Elwood | - Elyria - Emerson - Emmet | - Endicott - Ericson - Eustis | - Ewing - Exeter |

## F
| - Fairmont - Farnam | - Farwell - Filley | - Firth - Fordyce | - Foster - Funk |

## G
| - Gandy - Garland - Garrison | - Gilead - Giltner - Glenvil | - Goehner - Grafton - Greeley | - Greenwood - Gresham - Gross | - Guide Rock - Gurley |

## H
| - Hadar - Haigler - Hallam - Halsey - Hamlet - Hampton | - Harbine - Hardy - Harrison - Hayes Center - Hay Springs - Hazard | - Heartwell - Hemingford - Hendley - Henry - Herman - Hershey | - Hildreth - Holbrook - Holstein - Homer - Hordville - Hoskins | - Howells - Hubbard - Hubbell - Huntley - Hyannis |

## I
| - Inglewood | - Inman | - Ithaca |

## J
| - Jackson - Jansen | - Johnson - Johnstown | - Julian - Juniata |

## K
| - Kenesaw | - Kennard | - Kilgore |

## L
| - Lamar - Lawrence - Lebanon | - Leigh - Leshara - Lewellen | - Lewiston - Liberty - Lindsay | - Linwood - Litchfield - Lodgepole | - Loomis - Lorton - Lushton | - Lyman - Lynch |

## M
| - McCool Junction - McGrew - McLean - Madrid - Magnet | - Malcolm - Malmo - Manley - Marquette - Martinsburg | - Maskell - Mason City - Maxwell - Maywood - Mead | - Meadow Grove - Melbeta - Memphis - Merna - Merriman | - Miller - Milligan - Monowi - Monroe - Moorefield | - Morrill - Morse Bluff - Mullen - Murdock - Murray |

## N
| - Naper - Naponee | - Nehawka - Nemaha | - Nenzel - Newcastle | - Newport - Nickerson | - Niobrara - Nora | - Norman - North Loup |

## O
| - Oak - Oakdale - Obert | - Oconto - Octavia - Odell | - Ohiowa - Ong - Orchard | - Orleans - Otoe | - Overton - Oxford |

## P
| - Page - Palisade - Palmer - Palmyra | - Panama - Paxton - Pender - Petersburg | - Phillips - Pickrell - Pilger - Platte Center | - Pleasant Dale - Pleasanton - Plymouth - Polk | - Potter - Prague - Preston | - Primrose - Prosser |

## R
| - Ragan - Raymond - Republican City | - Reynolds - Richland - Rising City | - Riverdale - Riverton - Roca | - Rockville - Rogers - Rosalie | - Roseland - Royal | - Rulo - Ruskin |

## S
| - Saint Helena - Salem - Santee - Saronville - Scotia - Seneca | - Shelby - Shelton - Shickley - Sholes - Shubert - Silver Creek | - Smithfield - Snyder - South Bend - Spalding - Spencer - Sprague | - Springview - Stamford - Staplehurst - Stapleton - Steele City - Steinauer | - Stella - Sterling - Stockham - Stockville - Strang - Stratton | - Stuart - Sumner - Surprise - Sutherland - Swanton |

## T
| - Table Rock - Talmage - Tarnov | - Taylor - Terrytown - Thayer | - Thedford - Thurston - Tobias | - Trenton - Trumbull |

## U
| - Uehling - Ulysses - Unadilla | - Union - Upland - Utica |

## V
| - Valparaiso - Venango - Verdel | - Verdigre - Verdon - Virginia |

## W
| - Waco - Wallace - Walthill - Washington | - Waterbury - Waterloo - Wauneta - Wausa | - Wellfleet - Western - Weston - Whitney | - Wilcox - Wilsonville - Winnebago - Winnetoon | - Winside - Winslow - Wolbach - Wood Lake | - Wynot |

## Vedeți și
- Nebraska
- List of cities in Nebraska
- List of cities in the United States

respectiv
- Borough (Statele Unite ale Americii)
- Cătun (Statele Unite ale Americii)
- District civil (Statele Unite ale Americii)
- District desemnat (Statele Unite ale Americii)
- District topografic (Statele Unite ale Americii)
- Loc desemnat pentru recensământ (Statele Unite ale Americii)
- Localitate neîncorporată (Statele Unite ale Americii)
- Municipalitate (Statele Unite ale Americii)
- Oraș (Statele Unite ale Americii)
- Precinct (Statele Unite ale Americii)
- Rezervație amerindiană (Statele Unite ale Americii)
- Sat (Statele Unite ale Americii)
- Târg (Statele Unite ale Americii)
- Township (Statele Unite ale Americii)
- Zonă de recensământ (Statele Unite ale Americii)